# Pexopsis clauseni
Pexopsis clauseni là một loài ruồi trong họ Tachinidae.